# Родригес, Кармен
Кармен Леонор Родригес Боланьос (исп. Carmen Leonor Rodríguez Bolaños; родилась 15 июля 1949 года) — боливийская экономистка, профсоюзная и политическая деятельница, с 2010 по 2015 год член партийного списка Палаты депутатов Ла-Паса от Движению к социализму.
Выросшая на шахтах Кечисла, Родригес изучала экономику в Высшем университете Сан-Андреса, также участвуя в студенческой активности. После окончания университета она долго работала в частном секторе, заняв оплачиваемые должности в профсоюзном движении только после выхода на пенсию — в Национальной конфедерации пенсионеров и Национальной федерации пенсионеров энергетического и телефонного сектора (с 2008 по 2010 год).
В 2009 году Родригес была номинирована на место в Палате депутатов, что стало результатом прочного союза между Движением к социализму и ведущими профсоюзами пенсионеров страны. Избранная представлять Ла-Пас, она в основном выполняла свои парламентские обязанности в Комиссии по социальной политике нижней палаты до. Она не была выдвинута на переизбрание в 2015 году.

## Ранние годы и образование
Кармен Родригес родилась 15 июля 1949 года в семье Карлоса Родригеса и Элены Боланьос. Хотя Родригес родилась в Ла-Пасе, она провела большую часть своего детства в горнодобывающем поселке Кечисла (Потоси), где её отец трудился горняком. Её мать тоже работала на шахтах, учительствуя в сельской школе. Карамен Родригес получила только начальное образование, доучившись до пятого класса в недавно основанной школе Кечисла.
В 1965 году Родригес покинула родителей и вернулась в Ла-Пас, чтобы получить высшее образование. Она изучала экономику в Высшем университете Сан-Андреса, где стала активной участницей студенческого движения — в качестве члена сначала различных студенческих центров, а затем Локальной университетской федерации, где выполняла функции секретаря. Её участие в студенческой активности произошло в период политического радикализма, ориентированного на левую политику и социальную борьбу. Во времена диктаторских режимов подобная активность часто встречала репрессии, и Родригес тоже подвергалась аресту.

## Карьера и профсоюзное движение
Вскоре после окончания университета Родригес вернулась на шахты, где некоторое время работала учительницей математики. Поняв, что эта работа не для неё, она вернулась в Ла-Пас и устроилась сотрудницей сначала местной текстильной компании, а затем взаимной организации La Primera и Телекоммуникационного кооператива Ла-Паса (COTEL).
Родригес начала активную профсоюзную карьеру только после выхода на пенсию, что довольно нетипично для Боливии, где большинство людей начинают профсоюзную карьеру в молодости. Сначала она присоединилась к Федерации пенсионеров COTEL, а затем стала членом Национальной конфедерации пенсионеров, где сосредоточила свои усилия на деятельности, связанной с социальным контролем за государственными больницами, чтобы гарантировать, что те соответствуют стандартам. К 2008 году Родригес поднялась до должности руководителя Национальной федерации пенсионеров «Свет, сила, телефоны» и занимала эту должность до начала 2010 года.

## Палата депутатов
После выборов 2005 года профсоюзный сектор, представляющий пенсионеров, присоединился к пакту с правящим Движением к социализму (MAS-IPSP), который обеспечивал аффилированным членам места в парламентских списках партии. В 2009 году политическое подразделение Национальной конфедерации пенсионеров выбрало Родригес своим кандидатом на всеобщих выборах того года, в результате чего она получила место в Палате депутатов от Ла-Паса.
В парламенте работа Родригес была сосредоточена на принятии законов Комиссией по социальной политике нижней палаты. Она занимала места в комитетах комиссии в течение четырёх из пяти лет своего пребывания на посту (одного в Комитете социального обеспечения один и трёх в Комитете по труду, включая председательство в указанном органе в 2012—2013 годах. За время ее пребывания в должности ненакопительное (социальное) пенсионное обеспечение в Боливии достигло покрытия 97 % пенсионеров. – самого высокого показателя в регионе. По окончании срока своих полномочий Родригес не была выдвинута на переизбрание.